# Liste der Geotope in Freiburg im Breisgau
Diese sortierbare Liste der Geotope in Freiburg im Breisgau enthält die Geotope des baden-württembergischen Stadtkreises Freiburg im Breisgau, die amtlichen Bezeichnungen für Namen und Nummern sowie deren geographische Lage. Die Geotope sind im Geotop-Kataster Baden-Württemberg dokumentiert und umfassen Aufschlüsse von Gesteinen, Böden, Mineralien und Fossilien sowie besondere Landschaftsteile.

## Liste
Im Stadtkreis sind 15 Geotope (Stand 3. März 2020) offiziell vom Landesamt für Geologie, Rohstoffe und Bergbau (LGRB) ausgewiesen:
| Steckbrief Nr. (PDF) | Name                                                                               | Geotoptyp          | Gemeinde/Stadt, Gemarkung                  | Koordinaten                     | Bild | Bemerkungen |
| -------------------- | ---------------------------------------------------------------------------------- | ------------------ | ------------------------------------------ | ------------------------------- | ---- | --- |
| 1034                 | Aufg. Amphibolit-Steinbrüche Fuchskopf, Freiburg im Breisgau                       | Aufschluss         | Freiburg im Breisgau                       | 48° 0′ 40,3″ N, 7° 52′ 50,2″ O  |      | Geologische Einheit: Amphibolit in Paragneis Status: geschützt (Naturdenkmal Amphibolith-Steinbrüche)                                       |
| 1035                 | Kleiner See, St. Georgen                                                           | Landschaftselement | Freiburg im Breisgau Gemarkung St. Georgen | 47° 59′ 17,9″ N, 7° 47′ 14,4″ O |      | Geologische Einheit: Pleistozäne Dreisamschotter Status: geschützt (Naturdenkmal "See" in St. Georgen)                                      |
| 1036                 | Leopoldstollen Schauinsland, Freiburg im Breisgau-Kappel                           | Stollen            | Freiburg im Breisgau Gemarkung Kappel      | 47° 55′ 22,3″ N, 7° 53′ 49,6″ O |      | Geologische Einheit: Zinkerze in Gneis Status: mit geschützt (NSG Schauinsland)                                                             |
| 1037                 | Steinbruch Oberes Steingrüble am Tuniberg                                          | Aufschluss         | Freiburg im Breisgau Gemarkung Munzingen   | 47° 58′ 2,8″ N, 7° 41′ 23,2″ O  |      | Geologische Einheit: Hauptrogenstein Status: geschützt (Naturdenkmal Steinbruch, Oberes Steingrüble)                                        |
| 1038                 | Stollenmundloch in Freiburg-St. Georgen, Freiburg im Breisgau                      | Stollen            | Freiburg im Breisgau Gemarkung St. Georgen | 47° 58′ 26,6″ N, 7° 48′ 3,3″ O  |      | Geologische Einheit: Eisenerz-Flöz Brauner Jura                                                                                             |
| 1039                 | Aufgelassener Steinbruch - heute Schiessstand St. Georgen, Freiburg im Breisgau    | Aufschluss         | Freiburg im Breisgau                       | 47° 58′ 14″ N, 7° 48′ 34,9″ O   |      | Geologische Einheit: Hauptrogenstein |
| 1040                 | Schachtanlage Mösleschacht, Freiburg im Breisgau                                   | Schacht            | Freiburg im Breisgau                       | 47° 57′ 55″ N, 7° 48′ 11,7″ O   |      | Geologische Einheit: Murchisonaeoolith Abbau Doggererz (1937–1942)                                                                          |
| 1041                 | Lorettotunnel (Hauptverwerfung), Freiburg im Breisgau                              | Aufschluss         | Freiburg im Breisgau                       | 47° 58′ 41,1″ N, 7° 50′ 30″ O   |      | Geologische Einheit: Gneis mit Ruschelzone Beim Bau des Lorottotunnels (1929) wurde die Hauptverwerfung des Oberrheingrabens aufgeschlossen |
| 1042                 | Kybfelsen, Freiburg im Breisgau-Kappel                                             | Felsformation      | Freiburg im Breisgau                       | 47° 57′ 37,8″ N, 7° 53′ 4,7″ O  |      | Geologische Einheit: Gneis Burgreste vorh. (Burg Kybfelsen)                                                                                 |
| 1043                 | Felsen ca. 1000 m SSE von Günterstal                                               | Felsformation      | Freiburg im Breisgau Gemarkung Günterstal  | 47° 57′ 24,8″ N, 7° 51′ 46″ O   |      | Geologische Einheit: Aplitgranit |
| 1044                 | Straße zum Schauinsland (Schauinslandrennstrecke) im Bereich der Holzschlägermatte | Aufschluss         | Freiburg im Breisgau Gemarkung Günterstal  | 47° 54′ 54,2″ N, 7° 52′ 54,8″ O |      | Geologische Einheit: Metatexite |
| 1045                 | Südwest-Spitze des Tunibergs ca. 1500 m W von Munzingen                            | Landschaftselement | Freiburg im Breisgau Gemarkung Munzingen   | 47° 58′ 12,1″ N, 7° 40′ 47,3″ O |      | Geologische Einheit: Murchisonaeoolith bis Hauptrogenstein                                                                                  |
| 1046                 | Südseite des Tunibergs, Freiburg im Breisgau-Munzingen                             | Aufschluss         | Freiburg im Breisgau Gemarkung Munzingen   | 47° 57′ 56,2″ N, 7° 41′ 15,7″ O |      | Geologische Einheit: Murchisonaeoolith bis Hauptrogenstein                                                                                  |
| 1047                 | Schlossberg, Kanonenplatz in Freiburg                                              | Aufschluss         | Freiburg im Breisgau                       | 47° 59′ 36,7″ N, 7° 51′ 28,1″ O |      | Geologische Einheit: Metatexite |
| 1048                 | Aufschlüsse ca. 800 m S vom Roßkopf                                                | Aufschluss         | Freiburg im Breisgau Gemarkung Waldsee     | 48° 0′ 18,6″ N, 7° 53′ 55,3″ O  |      | Geologische Einheit: Amphibolit |